# Udmurter

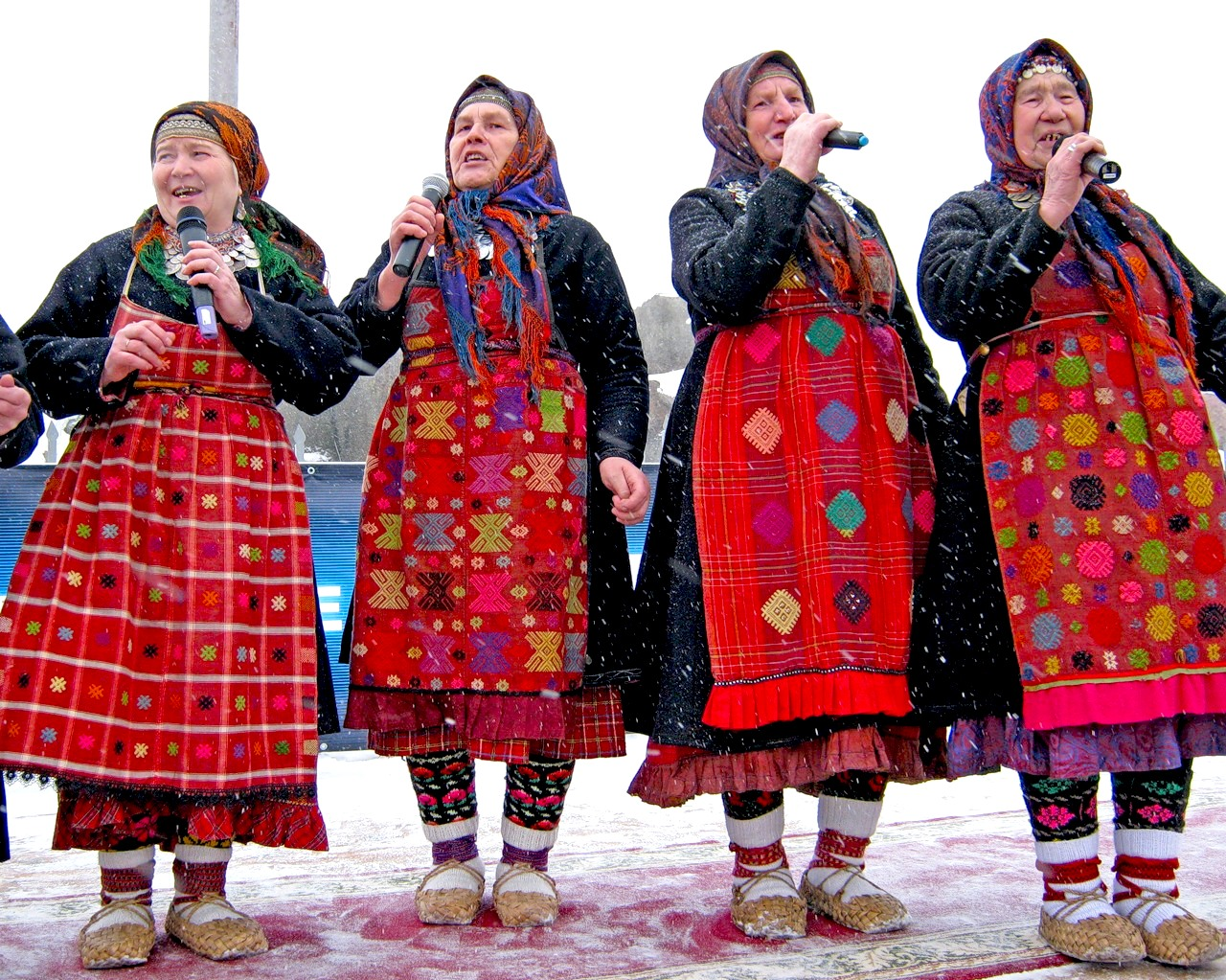
Gruppen Buranovskije Babusjki består av udmurter.

Udmurter eller votjaker är ett finsk-ugriskt folk om ungefär 637 000 personer, bosatt främst i området mellan floderna Kama och Vjatka, norr om Volga och fram till Uralbergen, i Ryssland. De talar främst udmurtiska, men även ryska. Totalt omkring 715 000 lever i Ryssland, främst i Udmurtien, där de utgör 32 % av befolkningen eller cirka 497 000 invånare. I Tatarstan lever mellan 205 000 och 235 000 udmurter, eller 5,9 % av befolkningen där; i Basjkirien finns uppemot 20 000. I övrigt finns mindre populationer i bland annat Kirov oblast, Perm kraj och Marij El i Ryssland, samt i Kazakstan (16 000 enligt uppgift från 1989), Ukraina och Uzbekistan. De är närmast besläktade med komier.

## Historia
De äldsta spåren av bosättning i utmurternas utbredningsområde härrör från paleolitikum. Deras förfäder bebodde i början områdena kring Tjeptas mellersta och övre lopp men utsträckte senare sitt bosättningsområde till Vjatka och Kama. 2000 f.Kr. flyttade komiernas förfäder norrut medan udmurterna stannade kvar på sina ursprungliga boplatser.
Udmurternas historiska bakgrund liknar i mångt och mycket mordvinerna och marierna. Från 700-talet befann sig udmurterna under bulgarernas överhöghet tills tatarerna 1236 kuvade det bulgariska riket. De talrika volgabulgariska lånorden vittnar om det djupgående inflytandet på jordbruk, byggnadsteknik och samhällsstruktur. Detta utgör det väsentliga drag som skiljer udmurterna från komierna.
Udmurterna var underställda Gyllene horden under 1200-talet, och Kazankhanatet under 1300- och 1400-talen. Liksom mordviner och marier bidrog även udmurter med soldater till tatarernas angrepp mot Europa. Den tatariska överhögheten innebar för udmurterna en kulturell tillbakagång, men samtidigt fick de också del av tatarernas säregna kulturarv. Den udmurtiska adelns och furstarnas makt begränsades avsevärt. Makten koncentrerades istället till de tatariska administratörerna. Krigsmaktens rekvisitioner berörde däremot hela folket. Udmurterna deltog upprepade gånger i fruktlösa upprorsförsök mot tatarerna.
Udmurterna var ursprungligen schamanister men flertalet konverterade till islam innan ryssarna, som de kom i kontakt med på 1200-talet, erövrade deras land under 1500- och 1600-talen (i huvudsak 1552 under Ivan IV). Ett biskopssäte etablerades inom deras landamären, i Vjatka 1636, men inte förrän på 1740-talet kom omvändelsearbetet igång på allvar. De är idag främst ryskt-ortodoxt kristna, men en del är även muslimer och schamanismen lever ännu kvar, om än främst som ett kulturellt drag (under 1800-talet uppstod dock antikristna sekter, som utsattes för förföljelser). Ännu 1897 räknade man med att det fanns 31 488 odöpta själar (av en befolkning på 420 976).
Den ryska perioden inleddes med en förryskning av den udmurtiska adeln. Bönderna blev livegna i områden där adeln och kyrkan hade makten. Den ryska kolonialismen och det ryska trycket hade till följd att udmurterna flera gånger gjorde uppror eller anslöt sig till sådana, till exempel det basjkiriska upproret 1705–1711 och Pugatjovs bondeuppror 1773–1775.

## Genetik
De flesta udmurtiska män har haplogrupp N (53,3 % har N1c och 16,8 % har N1b-P43). Den näst vanligaste Y-DNA-haplogruppen är R1a (19 %). Cirka 30 % av deras autosomalt DNA är sibiriska. Denna sibiriska komponent är typisk för uraliska folk.